# 더 웨일
《더 웨일》(영어: The Whale)은 2022년 개봉한 미국의 드라마 영화이다. 대런 애러노프스키가 감독을 맡았으며, 새뮤얼 D. 헌터의 동명 희곡이 영화의 원작이다. 제79회(2022년) 베네치아 영화제 황금사자상 경쟁후보작이다. 제95회(2023년) 아카데미 남우주연상 수상작이다.

## 줄거리
200kg이 넘는 고도 비만인 주인공 찰리는 대학 인터넷 글짓기 강의를 통해 생계를 이어간다. 그는 동성애자이며, 과거에 이성과 결혼했었고 아이도 있다. 찰리는 동성애자 애인이 죽은 후로 폭식증에 걸렸다. 건강이 나빠져 죽음에 가까워진 것을 깨달은 찰리는 8살 때 헤어진 딸을 불러 작문을 가르치려고 한다. 하지만 불량한 소녀로 자란 딸은 찰리의 마음과는 달리 엇나가는 행동을 거듭한다.

### 월요일
찰리는 원격 강의를 통해 대학교 학생들을 가르치고 있다. 찰리의 카메라는 꺼져 있고, 왜 카메라가 꺼져있냐는 한 학생의 질문에 찰리는 노트북의 카메라가 고장나서라고 답한다. 
노트북으로 게이 포르노를 보던 중 찰리는 심장마비를 일으키자 자신이 심장마비를 일으킬 때마다 읽는 소설 모비딕에 관한 에세이를 꺼내 읽기 시작한다. 그러던 중 우연히 한 사내가 찰리의 집을 방문한다. 구급차를 부르냐는 사내의 질문에 대신 에세이를 읽어달라는 찰리의 말에 따라 사내는 에세이를 읽고, 이내 찰리는 안정을 되찾는다. 찰리는 급히 노트북을 덮는다. 그때 친구이자, 전남친의 여동생인 리즈가 돌아와 찰리의 상태를 묻는다. 리즈는 사내에게 이 곳에 온 목적이 무엇인지 묻고 사내는 자신의 이름은 토머스이며 전도를 위해 왔다고 소개한다. 리즈는 그가 새생명 교회의 전도를 위해 온 것을 알고 자신은 어렸을 때 억지로 새생명 교회를 다녔고 새생명 교회가 찰리의 과거 동성애자 애인을 죽였다며 신경질적으로 대한다. 토머스는 리즈의 말을 이해하지 못하지만 집을 떠나달라는 말에 토머스는 집을 떠난다.
리즈는 찰리에게 토머스가 왜 집에 왔는지 묻고 찰리는 자초지종을 설명한다. 리즈는 찰리에게 병원에 갈 것을 부탁하지만 찰리는 건강보험에 가입되어 있지 않다는 이유를 들며 미안하다는 말로 얼버무리려 한다. 리즈는 병원에 가지 않으면 칼로 찌르겠다고 말하자 찰리는 자신의 살 때문에 자신을 죽이려면 60cm가 넘는 칼이 필요할 거라고 응수하고, 리즈가 웃으며 불편한 상황을 넘긴다. 리즈는 찰리의 어깨에 기대 텔레비전을 본다. 그때 찰리는 무언가를 가져다 달라고 말한다. 리즈는 아무 말 없이 후라이드 치킨을 가져다 준다. 찰리는 어색하게 후라이드 치킨을 입에 넣는다.

## 출연

### 주연
- 브렌던 프레이저 - 찰리 역
- 세이디 싱크 - 엘리 역
- 홍 차우 - 리즈 역

### 조연
- 서맨사 모턴 - 메리 역
- 타이 심프킨스 - 토머스 역
- 헉 밀너
- 사티아 스리다란 - 댄 역
- 라이언 하인크